# Кугурлуйський Архангело-Михайлівський монастир
Кугурлуйський Архангело-Михайлівський (Михайло-Архангельський) монастир — ліквідований чоловічий старообрядницький монастир, що існував біля села Нова Некрасівка (нині Одеська область України) в 1863—1949 роках.

## Історія
Монастир заснований у 1863 році (за іншою версією, у 1866 році) з дозволу румунської влади. Для побудови облаштування обителі новонекрасівцям виділили 10 десятин землі. Спочатку монастирська церква була накрита очеретом, але в 1890—1891 роках її перекрили залізом і спорудили над нею дерев'яну баню. У 1890 році в Ізмаїльському повіті представники Синодальної церкви починають активну місіонерську діяльність серед старообрядців, яку очолили священники Іларіон Софронич і Феодосій Воловей. Кугурлуйський монастир, зі свого боку, також займався місіонерством. У 1901 році старообрядницький єпископ Ізмаїльський Анастасій призначає священноінока Веніаміна (Резанова) «мандрівним місіонером». У той же час кугурлуйські священники Авраамій (Осипов) у 1900 році та Анатолій (Кирилов) в 1902 році долучаються до Синодальної церкви.
У 1911 році настоятелем був священноінок Євген, родом із Чернігівської губернії, який був на той час єдиним священноіноком в обителі. У 1912 році в монастирі було два храми: зимовий в ім'я Архангела Михаїла і літній на честь Знамення Пресвятої Богородиці; у володінні було 15 десятин землі. У 1930-х роках при монастирі проживав єпископ Ізмаїльський Феоген, після смерті якого монастир став занепадати. У другій половині 1930-х у монастирі проживало 15 насільників, була пасіка, олійниця, виноградник, фруктові сади, город із системою зрошення.
У 1940-му році радянська влада відбирає монастирську землю та інвентар, але при поверненні румунів монахи повернули свою власність. У 1945 році в монастирі проживало всього 7 осіб, із яких ченцями були тільки три. Настоятелем був священник Онуфрій Рябов, а крім нього проживав священник Кіндрат Бєлов, обидва не були ченцями. Дійсочою на той час залишалася тільки церква Архангела Михаіла. У тому ж році всю монастирську землю відібрали і передали колгоспу, але за скаргою Онуфрія Рябова вона була повернута. У 1946 році залишилося тільки 5 осіб, із яких 2 ченця. 5 червня 1946 року запропоновано об'єднати Кугурлуйський монастир із Вилківським Петропавлівським, але злиття не було здійснено, через бажання влади відібрати собі монастирські господарства. У 1947 році монастир вже практично не діяв, а священник Онуфрій переходить служити в сільську Введенську церкву. 10 грудня 1949 року влада офіційно ліквідує монастир. Монастирські будівлі передали колгоспу імені Молотова.
У 2009 році на місці, де раніше розташовувався монастир, встановлений поклінний хрест. Від монастирського комплексу залишилися тільки складські споруди.